# Теа Міньян Б'єрсет

Теа Міньян Б'єрсет (норв. Thea Minyan Bjørseth) — норвезька стрибунка з трампліна, призерка чемпіонатів світу.
Бронзову медаль чемпіонату світу Б'єрсет виборола в командних змаганнях на нормальному трампліні на світовій першості 2021 року, що проходила в німецькому Оберстдорфі.